# Epiphragmophora parodizi
Epiphragmophora parodizi es una especie de gasterópodo terrestre de la familia Xanthonychidae, descrita en 1984 por las zoólogas argentinas Fernández & Rumi.

## Características
El tamaño varía entre 18 y 23 mm de diámetro mayor con una altura de 11 mm y abertura ovalada, se distingue de las demás especies de su género por su fragilidad y transparencia. La localidad tipo es el Infiernillo, Tucumán. El nombre específico parodizi está dedicado al malacólogo argentino Juan José Parodiz.

## Distribución y hábitat
Se encuentra en las provincias fitogeográficas de las yungas y prepuneña, en Tucumán y Catamarca, Argentina, generalmente debajo de troncos caídos en contacto con el suelo.